# École supérieure d'ingénierie, d'architecture et d'urbanisme
L'École supérieure d'ingénierie, d'architecture et d'urbanisme (ESIAU) est un établissement d'enseignement supérieur malien créé à Bamako en 2006.

## Présentation
L'ESIAU privilégie les programmes telles que la gestion des ressources naturelles, la gouvernance, l’urbanisme, la gestion des villes, les matériaux locaux de construction, l’architecture de terre pour la protection du patrimoine en dégradation, etc.
En plus de la formation, l'ESIAU se veut un cadre de réflexion sur la problématique de l’habitat, de l’architecture et de l’environnement. 
Elle  assure la formation dans les filières suivantes :
- Architecture
- Génie civil
- Urbanisme
- Aménagement du territoire